# 룬두

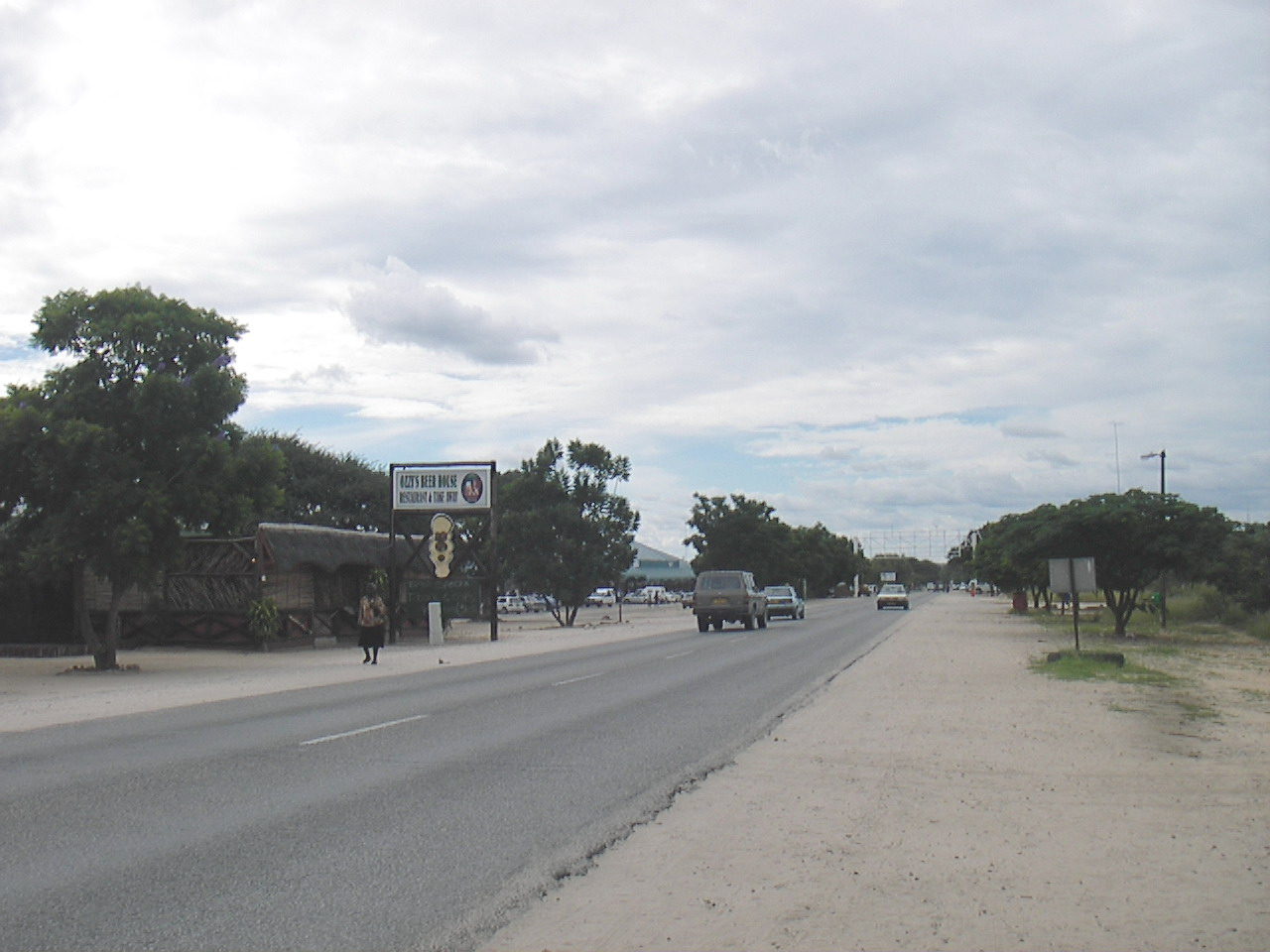

룬두(Rundu)는 나미비아 북부에 위치한 도시로, 동카방고주의 주도이며 인구는 36,964명(2001년 기준)이다. 해발 1,095 m 지대에 위치한다. 오카방고강과 접하며 이 강을 경계로 앙골라와 국경을 접한다.